# Jaye Davidson
Pour les articles homonymes, voir Davidson.
Jaye Davidson, de son vrai nom Alfred Amey, né le 21 mars 1968 à Riverside en Californie, est un acteur américain.

## Biographie
Né le 21 mars 1968 à Riverside en Californie, il s'installe en Angleterre, pays de sa mère, à deux ans (son père est d'origine ghanéenne), il quitte l'école à 16 ans et vit de petits boulots, avant d'être découvert par l'associé d'un directeur de casting.

## Carrière
Il quitte alors son métier de styliste et accepte son premier rôle sans trop y croire, pour l'argent : il y incarne alors Dil dans The Crying Game. Ce dernier lui vaudra une nomination à l'Oscar du meilleur acteur dans un second rôle lors de la 65e cérémonie des Oscars. Il est ainsi l'un des seuls acteurs à avoir été nommé aux Oscars pour un premier film.
Il enchaîne ensuite avec Stargate, la Porte des étoiles où il incarne le dieu Râ — il fut payé un million de dollars américains pour ce rôle, ce qui est très rare pour un acteur débutant au cinéma. Le visage de Jaye Davidson est considéré par beaucoup comme très étonnant. En effet, il est difficile de savoir à quelle origine ethnique ses traits appartiennent.
Sa carrière prit ensuite un tournant, puisqu'il se consacra de plus en plus à la mode. On trouve de nombreuses apparitions de lui dans la presse spécialisée, notamment Vogue.
Par la suite, il cessa toute activité médiatique ; sa dernière apparition remonte à 1996, dans le documentaire Catwalk.

## Filmographie
| Année | Film            | Film                  | Film                | Note                   |
| Année | Titre français  | Titre original        | Rôle                | Note                   |
| ----- | --------------- | --------------------- | ------------------- | ---------------------- |
| 1992  | The Crying Game |                       | Dil                 |                        |
| 1994  |                 | Jiggery Pokery        | Jo                  | TV, inédit.            |
| 1994  | Stargate        |                       | Râ                  |                        |
| 1996  |                 | Catwalk               | Lui-même            | Documentaire, inédit.  |
| 1999  |                 | Cousin Joey           |                     | Inédit.                |
| 2009  |                 | The Borghilde Project | Le photographe Nazi | Court-métrage, inédit. |